# Carolabrücke

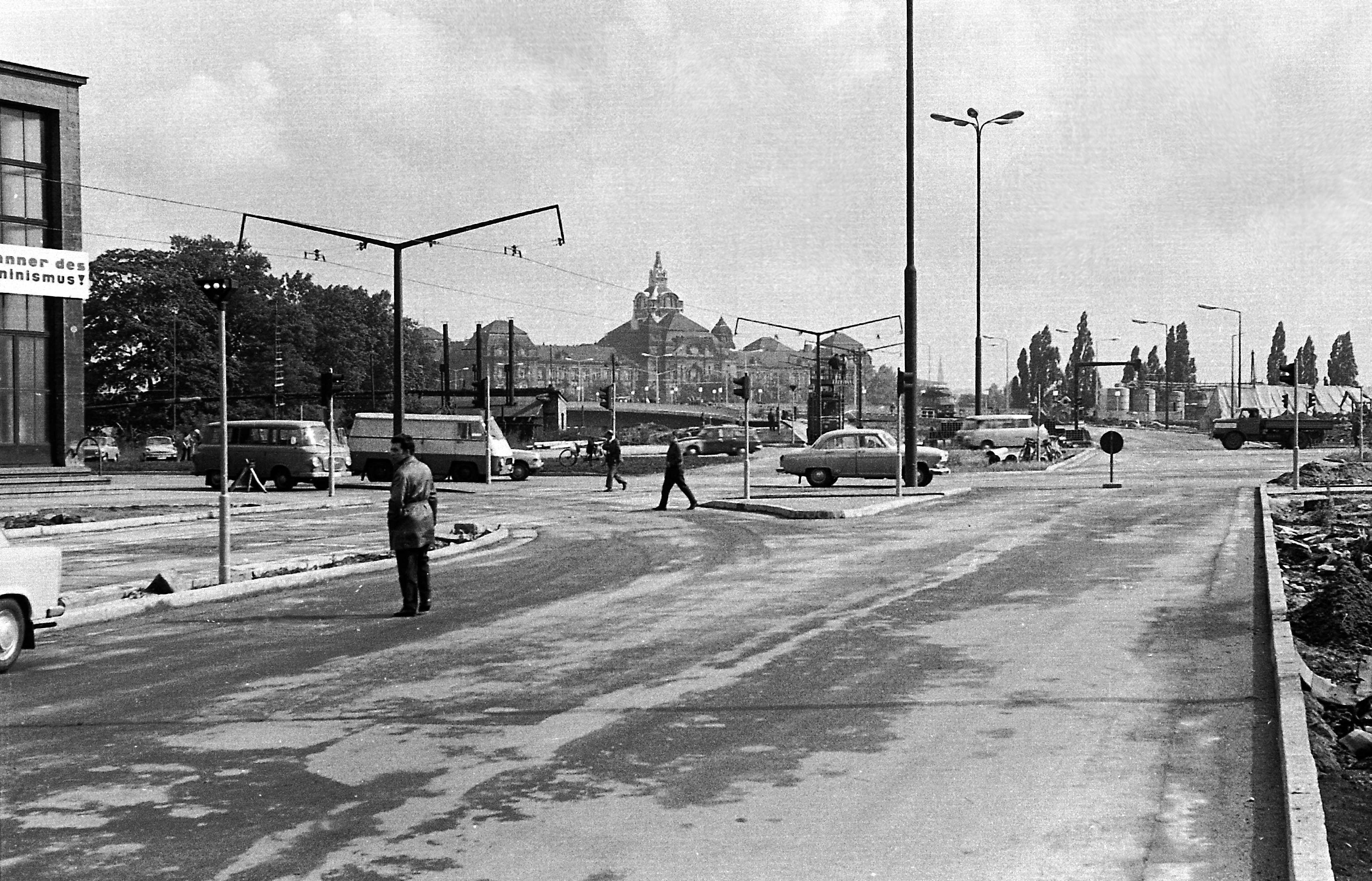
Vialetto del centro storico verso il Carolabrücke in costruzione (1971)

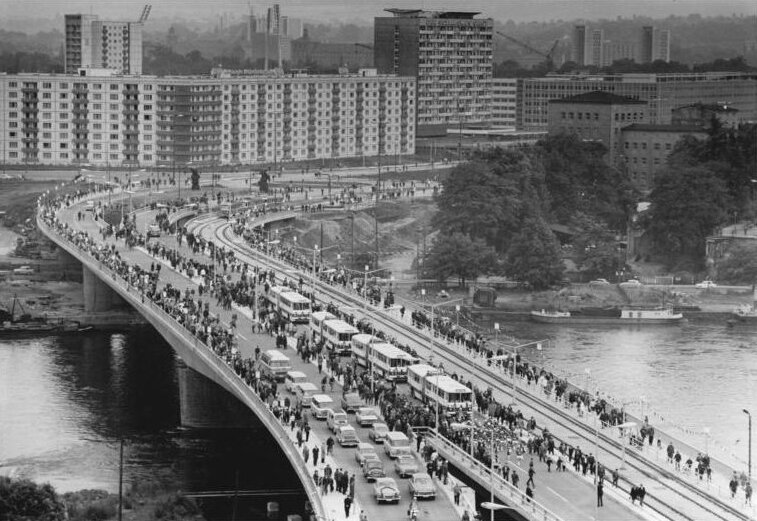
Apertura del ponte odiernoi il 4 luglio 1971 (veduta del centro storico)

Il Carolabrücke è uno dei quattro ponti sull'Elba siti nel centro di Dresda. È delimitato a sud, dalla città vecchia, dalla Rathenauplatz, e a nord nella Neustadt interna dalla Carolaplatz.
Prende il nome da Carola von Wasa-Holstein-Gottorp (1833–1907), moglie del re Alberto di Sassonia. Dal 1971 al 1991 il ponte è stato chiamato Dr.-Rudolf-Friedrichs-Brücke in onore del Primo Ministro sassone e sindaco di Dresda, Rudolf Friedrichs. Sul lato a valle della spalla del centro storico c'è ancora una targa con il suo nome.

## Primo Carolabrücke (1892-1945)

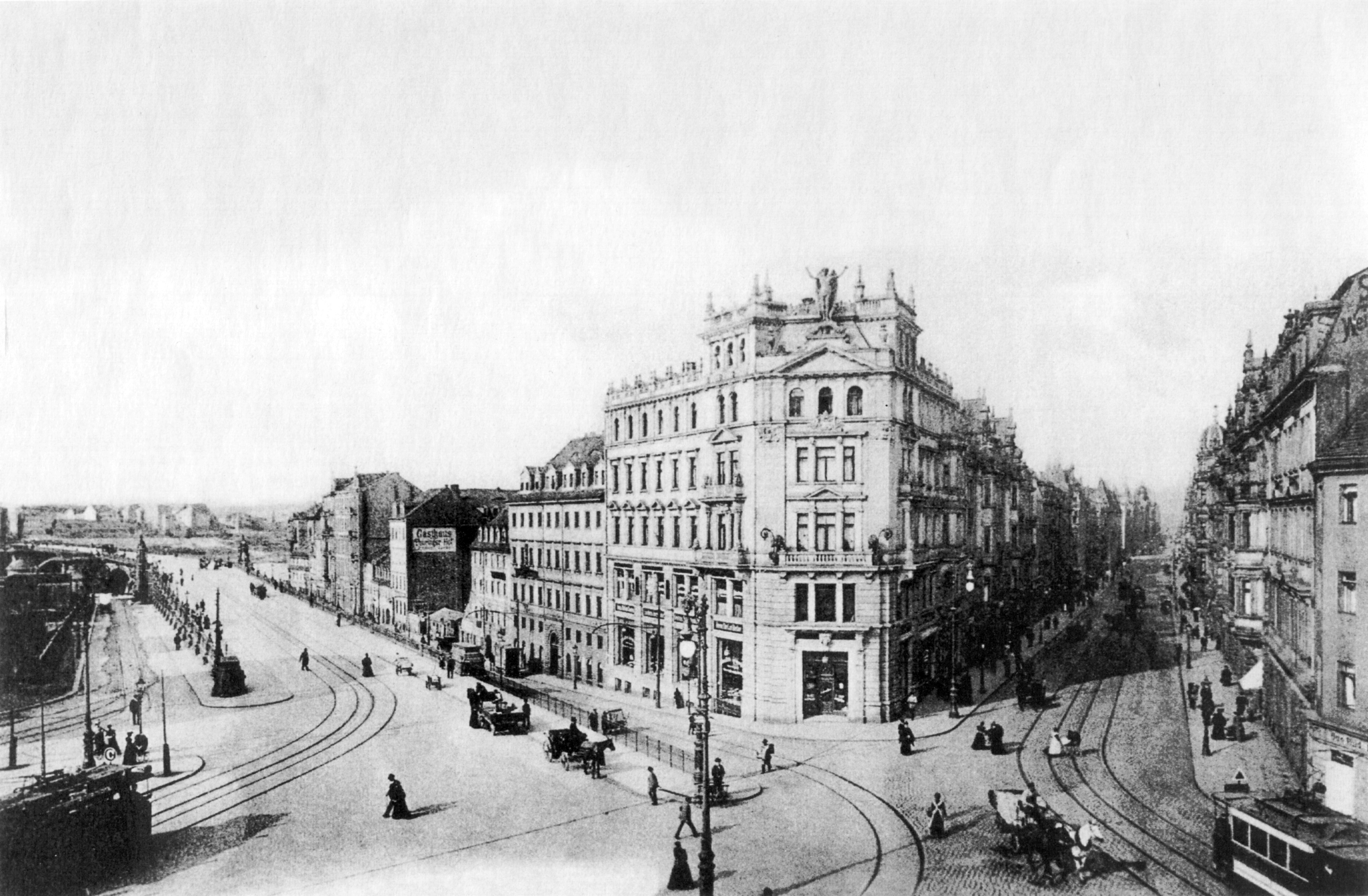
Strada privata per il Carolabrücke intorno al 1900

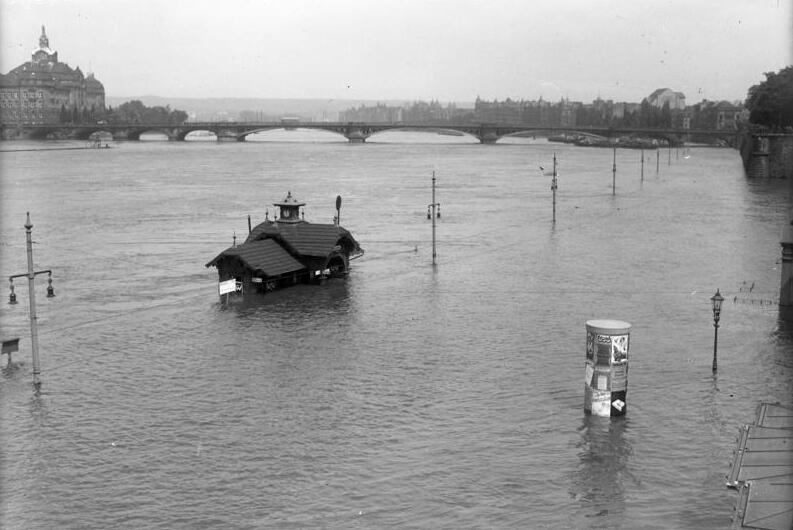
Il primo Carolabrücke durante le inondazioni dell'Elba nel 1932

Il primo ponte fu costruito tra il 1892 e il 1895 sotto Karl Manck e Hermann Klette. Era lungo 340 metri ed aveva una carreggiata di 9,6  metri. Aveva marciapiedi larghi un metro con percorso tranviario a doppio binario. Il ponte poggiava su due pilastri e aveva tre aperture per il flusso dell'Elba. Sei archi di ferro coprivano ciascuna delle tre aperture del fiume con ampiezze nette di 61,0 metri nell'arco centrale e 59,0 metri nelle due arcate adiacenti e un rapporto di freccia di solo 1:14 circa. Nell'avamposto c'erano due aperture a volta in mattoni sulla sponda sinistra e quattro sull'altro lato.
La sera del 7 maggio 1945, un giorno prima della fine della seconda guerra mondiale in Germania, le unità delle Waffen-SS fecero saltare in aria due archi delle aperture del fiume e due archi di avamposto sulla riva destra dell'Elba di fronte all'avanzata dell'Armata Rossa da Albertplatz. A causa dei gravi danni subiti, non è stato ricostruito nella sua vecchia forma. Nel 1952 furono smantellate altre parti rimaste in piedi. Il 7 marzo 1952 gli archi rimanenti furono fatti saltare in aria. I due pilastri centrali del fiume furono rimossi solo quando fu costruito il secondo Carolabrücke alla fine degli anni 1960.

## Secondo Carolabrücke (1967 - oggi)

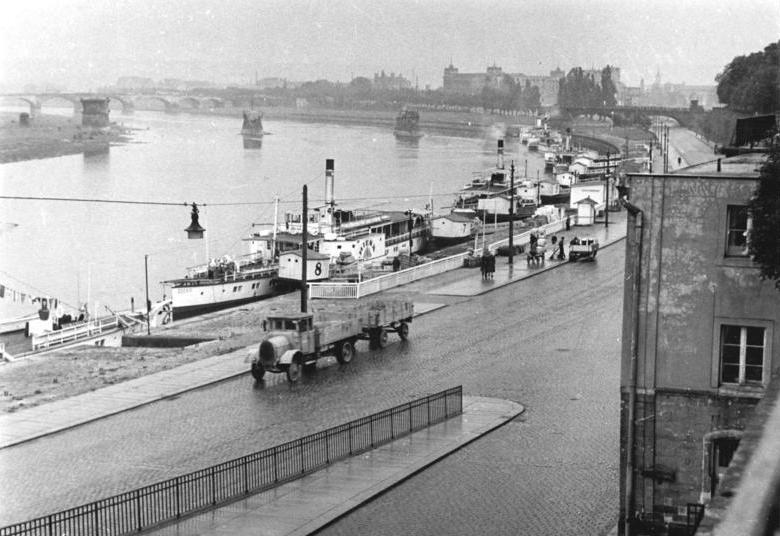
Resti del ponte e sponde terrazzate nel 1952

L'attuale struttura è stata costruita dal 1967 al 1971 da VEB Brückenbau Dresden. Con quattro corsie dell'autostrada federale 170 e un binario separato per il tram, il ponte realizzava il più importante collegamento nord-sud nel traffico stradale di Dresda, che proseguiva verso nord sulla Albertstraße.
Nel 2003, il consiglio comunale contava circa 53.000 veicoli che attraversavano il ponte ogni giorno. Dalla fine del 2004 il traffico a lunga percorrenza è sta deviato sulla A 17,circonvallazione della città, motivo per cui il traffico è diminuito.
Il ponte è largo 32 metri ed è composto da tre sovrastrutture. Sono strutture scatolari in calcestruzzo precompresso con la trave Gerber come sistema strutturale in direzione longitudinale. Ha un solo pilastro nel fiume e la campata del bordo meridionale è di 44 metri e l'altra di 58 metri. 
Carico di traffico
- 2003: 53.000 veicoli / 24 ore
- 2009: 45.000 veicoli / 24 ore [1]
- 2015: 47.250 veicoli / 24 ore [2]
- 2016: 40.000 veicoli / 24 ore

## Misure della ristrutturazione dal 2019
Nonostante la struttura del ponte sia in buone condizioni, a partire dalla fine del 2019 si sono resi necessari vari interventi di manutenzione. Inoltre, l'attrezzatura e il disegno delle corsie saranno adattate alle attuali esigenze di utilizzo. Durante la ristrutturazione del Carolabrücke, vengono costruiti sentieri più ampi e piste ciclabili. Tuttavia, la sezione trasversale del ponte esistente non è sufficiente, motivo per cui l'impalcato viene allargato.

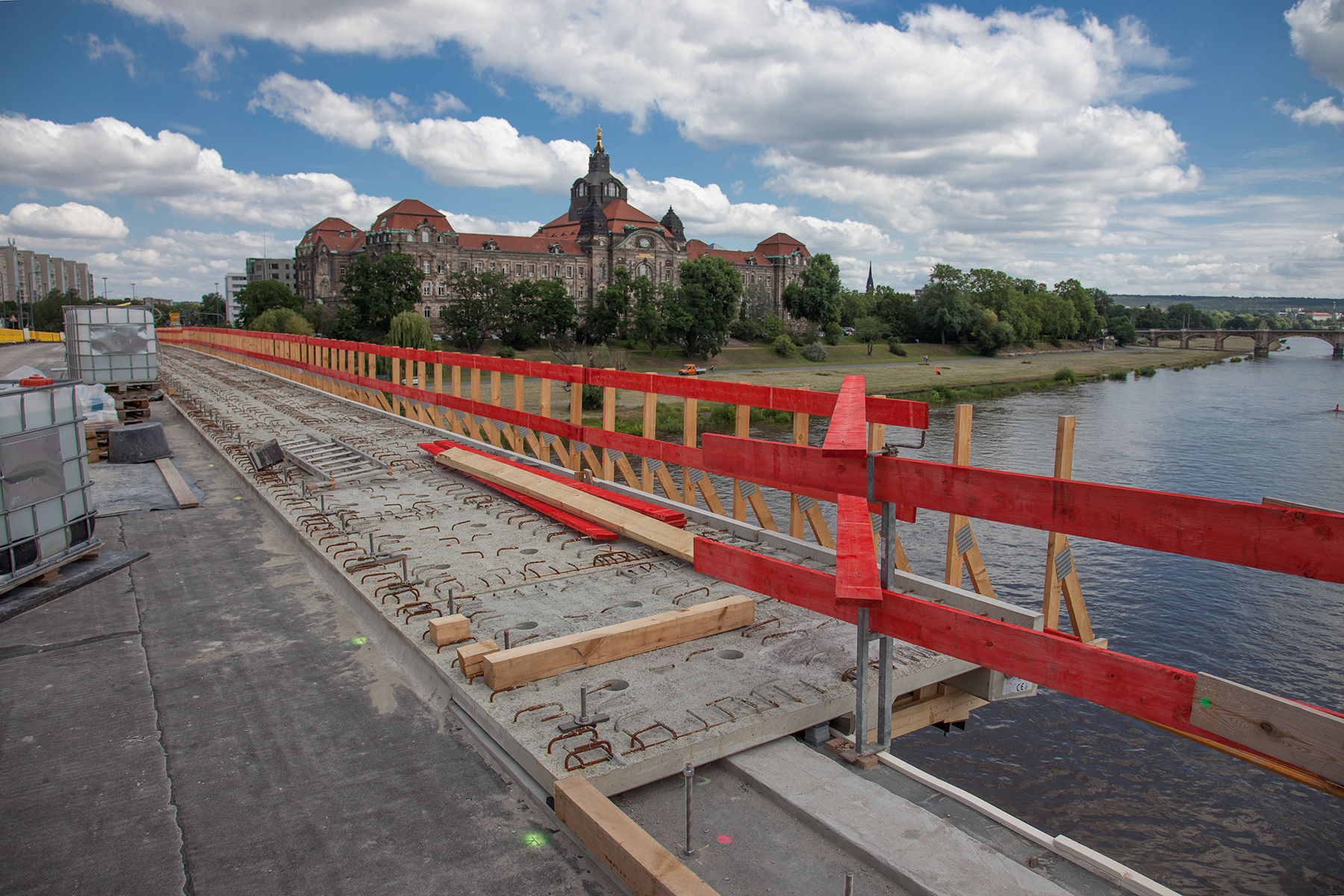
Lavori di riparazione del Carolabrücke nel giugno 2020. Per allargare i marciapiedi e le piste ciclabili sono utilizzati elementi in calcestruzzo prefabbricato.

Il calcestruzzo al carbonio viene utilizzato per la prima volta nella costruzione di ponti di grandi dimensioni. Il rinforzo in carbonio non metallico in connessione con il calcestruzzo apre nuove possibilità per la ristrutturazione dei ponti come materiale composito più leggero e flessibile rispetto al cemento armato. Il materiale permette di allargare il percorso pedonale e ciclabile da 3,60 metri a 4,25 metri. Questo non sarebbe possibile con i materiali convenzionali per ragioni strutturali. In collaborazione con l'Università tecnica di Dresda, il calcestruzzo al carbonio deve essere inserito nel settore delle costruzioni. L'utilizzo sul Carolabrücke è un progetto pilota che ha lo scopo di illustrare i vantaggi del rinforzo non metallico e di evidenziare Dresda come luogo di innovazione. Oltre al calcestruzzo al carbonio, è in fase di sperimentazione anche l'installazione di rinforzi in basalto. Si prevede che la copertura del ponte dell'arco A sarà costruita da una sponda alla metà del ponte con cemento al carbonio e la seconda metà all'altra sponda con cemento basaltico.

## Sculture

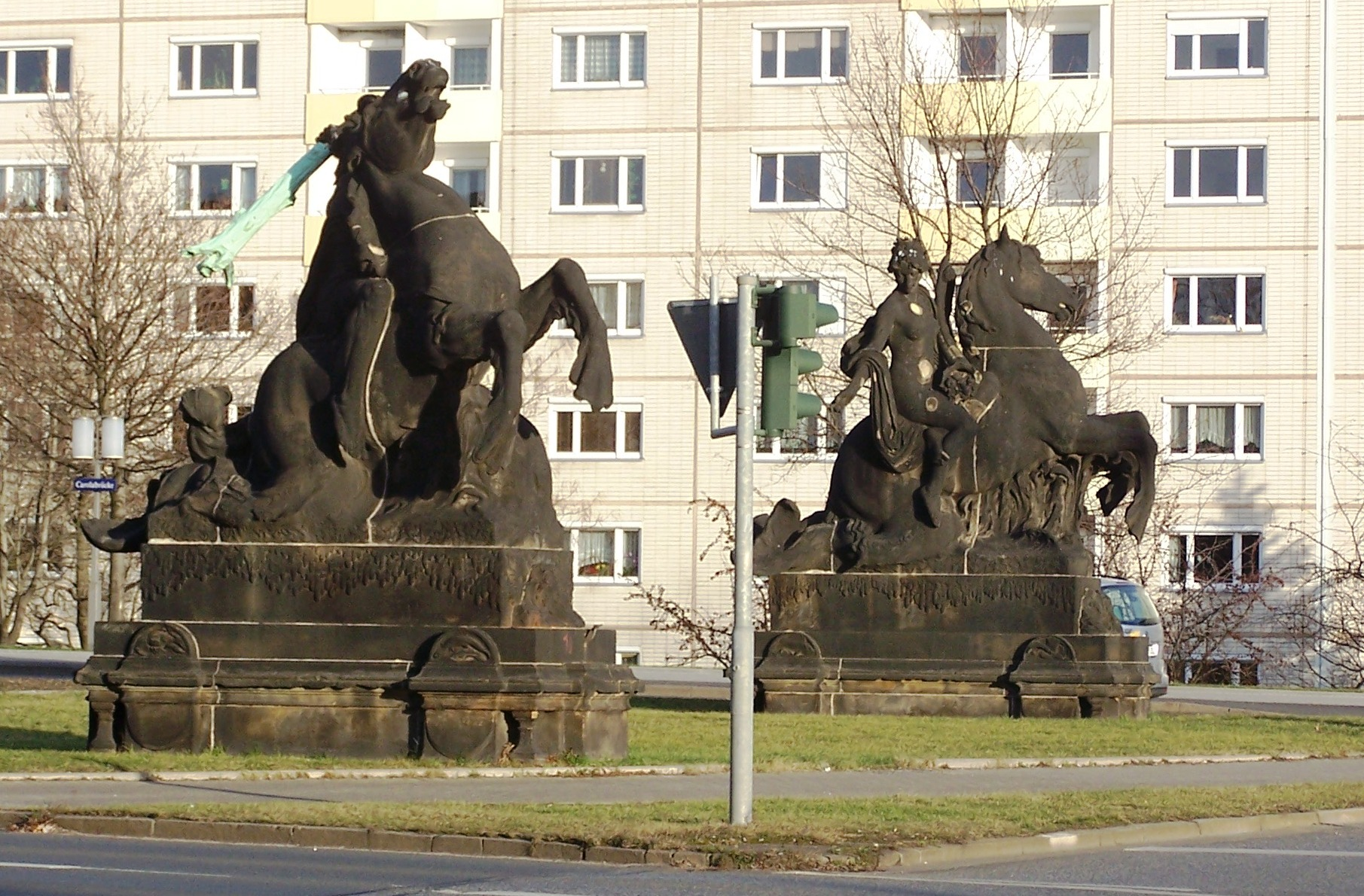
Statue sulla testa di ponte meridionale raffiguranti l'Elba calmo e agitato

I due gruppi allegorici di figure "Elba in movimento" ( Tritone fa oscillare la sua mazza mentre caccia sulle onde) e "Elba calma" (Nereide cavalca su acque calme), sul lato della città vecchia del Carolabrücke, furono creati nel 1907 dallo scultore di Dresda Friedrich Offermann, in arenaria. I pannelli e le corone in bronzo, attaccati alla base, furono rimossi nel 1946.